# Il tuo nome in maiuscolo
Il tuo nome in maiuscolo è un brano musicale della cantante italiana Laura Pausini.
Il brano viene tradotto in lingua spagnola con il titolo Tu nombre en mayúsculas.

## Il tuo nome in maiuscolo

### Il brano
La musica è composta da Daniel Vuletic; il testo è scritto da Laura Pausini e Cheope; l'adattamento spagnolo è di Badia.
La canzone pur facendo parte dell'album Resta in ascolto del 2004 viene scelta e pubblicata come singolo per promuovere l'album Live in Paris 05 del 2005, anche se in quest'ultimo è presente solo nel DVD e in versione Live. È quindi il 2º ed ultimo singolo estratto nel 2006 solo in Francia dall'album Live in Paris 05 del 2005. La canzone Il tuo nome in maiuscolo non viene estratta come singolo in Italia.
Il brano viene trasmesso in radio in Francia; non viene realizzato il videoclip.
Nel 2005 Il tuo nome in maiuscolo viene utilizzato come colonna sonora di Arena di Verona - A Backstage Pass, un video extra contenuto nel Live in Paris 05 2 DVD Edition.

### Tracce
CDS - Promo Warner Music Francia
1. Il tuo nome in maiuscolo (Live Version) - 3:19
2. Il tuo nome in maiuscolo (Album Version) - 3:19

Download digitale
1. Il tuo nome in maiuscolo

## Tu nombre en mayúsculas
Il tuo nome in maiuscolo viene tradotta in lingua spagnola con il titolo Tu nombre en mayúsculas.
Viene inserita nell'album Escucha del 2004 ed estratta come 5º ed ultimo singolo nel 2006 in Spagna e in America Latina. È scelta per promuovere l'album Live in Paris 05 del 2005, anche se in quest'ultimo è presente solo nel DVD e in versione Live.
Il brano viene trasmesso in radio; non viene realizzato il videoclip.

### Tracce
Download digitale
1. Tu nombre en mayúsculas

### Classifiche
| Classifica (2006)              | Posizione massima |
| ------------------------------ | ----------------- |
| Mondo Latino (World Latin Top) | 21                |
| Stati Uniti (Latin Song)       | 37                |
| Stati Uniti (Latin Pop Song)   | 13                |

## Pubblicazioni
Il tuo nome in maiuscolo viene inserita in versione Live negli album Live in Paris 05 del 2005 (Medley video), Laura Live World Tour 09 e Laura Live Gira Mundial 09 del 2009 (Medley Soft video).